# Charles Vanoni
Pour les articles homonymes, voir Vanoni.
Charles Vanoni, né le 23 novembre 1876 à Manhattan et mort le 17 juillet 1970 à Reno (Nevada), est un coureur cycliste américain.

## Biographie
Inscrit sur le 100 mètres, le 110 mètres haies, le saut à la perche, le lancer de poids et le lancer du disque des jeux olympiques de 1896, Charles Vanoni est finalement non-partant sur chacune de ces épreuves. 
Aux côtés du belge Robert Protin, il termine à la troisième place de la course en tandem des championnats du monde de cyclisme sur piste 1900, bien que celle-ci ne soit pas reconnue officiellement. 
Au vélodrome Buffalo, il bat le record du kilomètre lancé détenu par Emil Dörflinger avec le temps de 1 minute 12 secondes.
Associé à Elmer Collins, il prend la troisième place des Six Jours de Boston en 1908.

## Liens externes

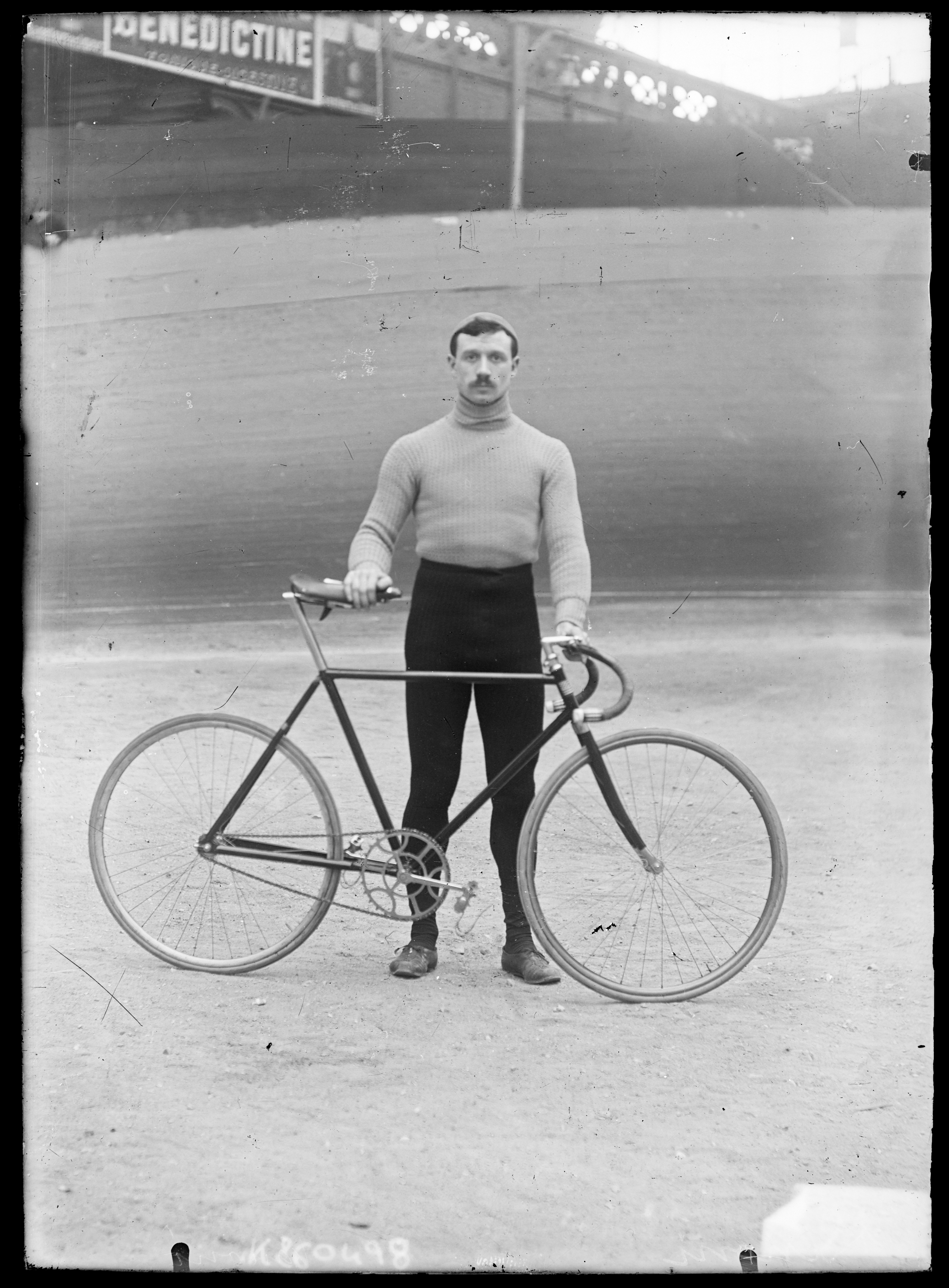
Charles Vanoni vers 1904-1905.